# اليعقوبي
أحمد اليعقوبي هو أبو العباس أحمد بن إسحٰق بن جعفر بن وهب بن واضح اليعقوبي كاتب ومؤرخ وجغرافي مسلم عاش في زمن الدولة العباسية وهو أحد مؤرخي أواخر القرن التاسع الميلادي، ينتمي لطبقة الكتاب وقد قامت شهرته على أثرين من آثاره هما: كتاب تاريخ ابن واضح أو تاريخ اليعقوبي؛ وفيه تحدث عن تاريخ الشعوب ما قبل الإسلام وتاريخ الإسلام حتى سنة 258هـ (872 م)، وكتاب البلدان؛ وتحدث فيه عن كبريات المدن في بلاد الإسلام. ولد في بغداد وقضى بعض حياته في أرمينية وخراسان ثم هاجر إلى الهند والمغرب ومصر، توفي في مصر سنة 284هـ (897 م) وفي روايات أخرى عام 284هـ أو 298هـ.

## أعماله ومؤلفاته
زار اليعقوبي كثيراً من البلدان منها أرمينية وخراسان والهند وفلسطين ومصر وبلاد المغرب وغيرها.
ولا يزال كتابه (كتاب البلدان) يعتبر من أهم المخطوطات الجغرافية التي وصلتنا منذ أيام الخلافات الإسلامية ولا تزال موجودة حتى وقتنا الحاضر، وهي موجودة حالياً في مدينة ميونيخ بألمانيا. ولقد نشر اليعقوبي قبل مماته بقليل.
ويوصف أسلوبه بكونه اسلوبا وصفياً سلساً شيقاً في عرض المعلومات يميل إلى التحليل العقلي والمنطقي وقد قسَّم المنطقة التي غطاها كتابه إلى أربعة أقسام حسب تقسيم الجهات الأصلية، الشرق والغرب والقبلة (الجنوب أو مطلع سهيل) والشمال (كرسي بنات نعش).
ويعتبر اليعقوبي مجدداً في تقسيمه المناطق التي وضعها على أساس الولايات، بالإِضافة إلى ذلك فإنه قد سجَّل معلومات قيِّمة عن طرق المواصلات في عصره جلبت انتباه واهتمام الكثيرين. وأبدع -رحمه الله- في وصف بغداد وسامراء، إذ أخذت هاتين المدينتان ربع كتابه.

## مذهبه
اختلف في مذهبه، فالبعض يؤكد أنه شيعي، والبعض الآخر يؤكد أنه سني.